# Elektronorgtechnica

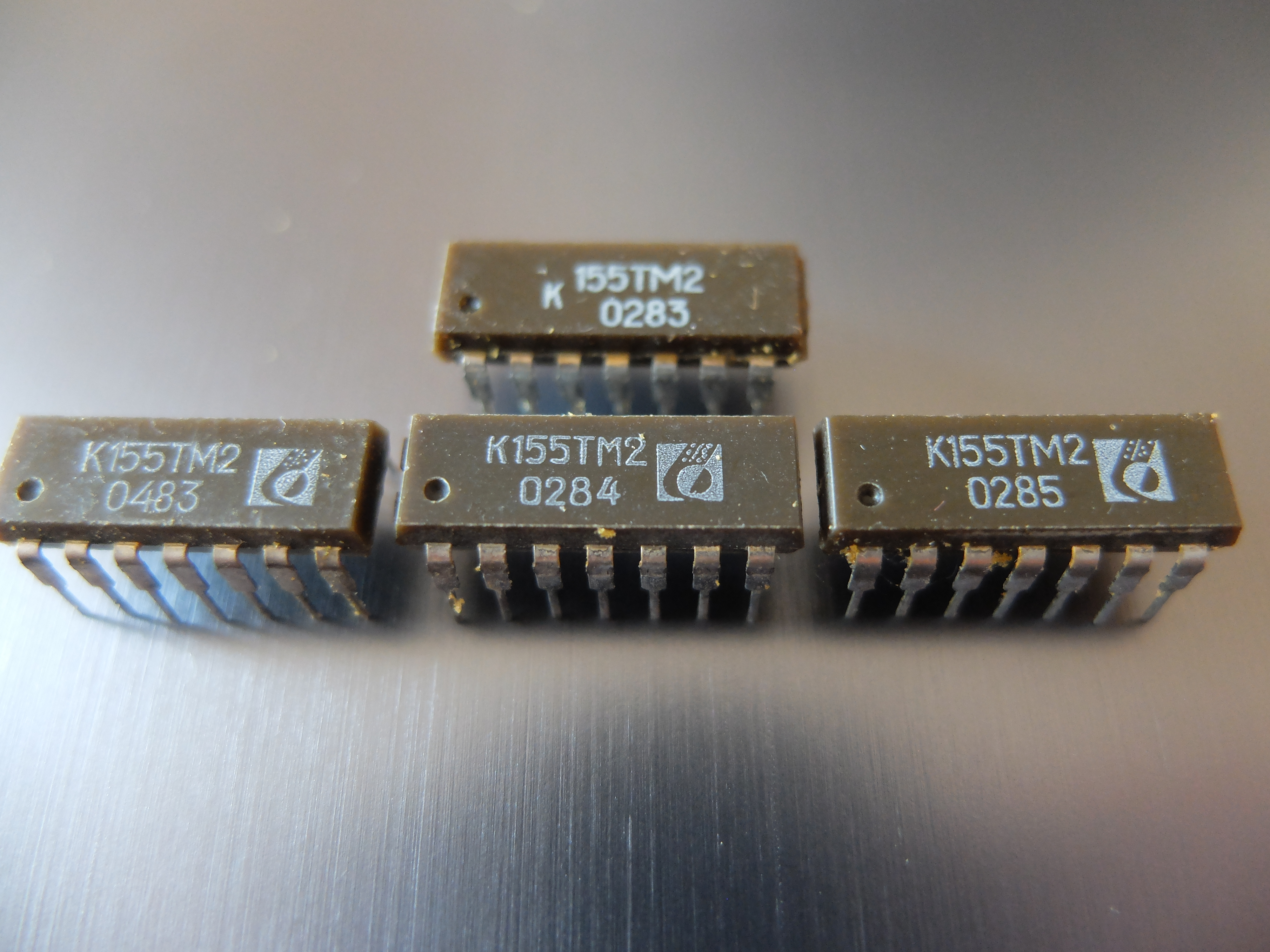
Circuitos integrados con el logo de Elektronorgtechnika

Elektronorgtechnica (también escrito Electronorgtechnica, en ruso: Всесою́зное Объедине́ние «Электро́норгтехника», romanizado como Vsesoyúznoye Obyedinéniye "Elektrónorgtekhnika"), más conocida abreviadamente como ELORG (Элорг), era una organización estatal con el monopolio de la importación y exportación de hardware y software informático en la Unión Soviética. Fue controlado por el Ministerio de Comercio Exterior de la URSS desde 1971 hasta 1989.
La empresa se asoció con la exportación de calculadoras de diseño soviético, siendo Electronika una marca que se exportó, renombrándolas como productos ELORG. Elorg también comercializó la computadora Agat, e importó computadoras IBM a la Unión Soviética, comenzando con el IBM System/360 Model 50 en 1971.
En 1991, cuando la Unión Soviética se estaba disolviendo, Elorg se convirtió en una empresa privada por su director, Nikolai Belikov. Elorg fue vendido a The Tetris Company en enero de 2005 por 15 millones de dólares. Robert Maxwell presionó al líder de la Unión Soviética, Mijaíl Gorbachov, para cancelar el contrato entre Elorg y Nintendo sobre los derechos del juego Tetris,

## Tetris

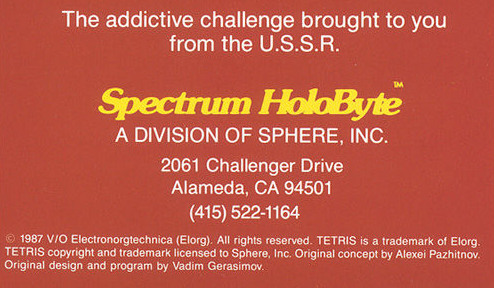
Aviso de derechos de autor de Elorg en la contraportada de la edición de 1987 de Tetris

ELORG fue responsable de la concesión de licencias del popular videojuego Tetris,  Tetris fue escrito por programadores asalariados de la Academia Soviética de Ciencias, a la que no se le permitía realizar actividades comerciales directamente. Como el juego era propiedad del estado, todos los derechos del juego en todo el mundo estaban a cargo de ELORG. Según los informes, en 1996 ELORG era una empresa rusa privatizada que ha conservado los derechos de la marca registrada Tetris,  
ELORG era socio de The Tetris Company, que otorga licencias del nombre Tetris a empresas de juegos, junto con el creador de Tetris Alexey Pajitnov y el empresario Henk Rogers, Elorg era propietario del 50 por ciento de la empresa hasta que Rogers y Pajitnov compraron los derechos restantes de ELORG alrededor de 2005.